# Eberhard Seifert
Eberhard Seifert ist ein ehemaliger deutscher Skispringer.

## Werdegang
Seifert, der für den SC Dynamo Klingenthal startete, gab sein internationales Debüt bei der Vierschanzentournee 1970/71. Bereits beim Auftaktspringen auf der Schattenbergschanze in Oberstdorf landete er als 16. unter den besten 20. In Garmisch-Partenkirchen landete er ebenso unter den Top 20 und erreichte Rang 20. Nach jedoch zwei weiteren eher schwachen Ergebnissen erreichte Seifert nur Rang 27 der Gesamtwertung.
Bei den DDR-Skimeisterschaften 1973 in Schmiedefeld erreichte Seifert von der Großschanze den 10. Platz.
Bei seiner zweiten und letzten Vierschanzentournee 1974/75 gelang Seifert nach drei durchwachsenen Springen mit dem 10. Platz auf der Paul-Außerleitner-Schanze in Bischofshofen das beste Einzelresultat in seiner Karriere. In der Gesamtwertung erreichte er Rang 19.

## Erfolge

### Vierschanzentournee-Platzierungen
| Saison  | Platz | Punkte |
| ------- | ----- | ------ |
| 1970/71 | 27.   | 808,8  |
| 1974/75 | 19.   | 786,0  |